# Токе (озеро)
Токе (норв. Toke) — озеро в муниципалитете Дрангедал фюльке Вестфолл-и-Телемарк, Норвегия. Площадь поверхности Токе — 28 км² (по другим данным — 31 км²). Площадь его водосборного бассейна — 1239 км². Максимальная глубина составляет 147 метров. Лежит на высоте 56 — 60 м над уровнем моря. Озеро состоит из двух частей — Верхнего и Нижнего Токе, соединяемыми через проток. В северной части Верхнего Токе находится центр поселения Престестранда. Токе является крупнейшим водоёмом в Вестфолл-и-Телемарк. Его береговая линия протяжённостью около 185 км, большая часть которой состоит из старого дна озера с глиной и отложениями ила, сильно подвержена эрозии.

## Спортивная рыбалка
Благодаря длинной береговой линии и бесчисленному множеству больших и малых островов и узких бухт озеро Токе является популярным местом для яхтсменов и любителей спортивной рыбалки. В озере водятся форель, арктический голец, сиг и окунь. Инвестиционные районы муниципалитета для строительства жилья для отдыха в основном расположены вокруг Токевассдрагет и в районе Гаутфолл. Проекты муниципалитета по этим территориям предусматривают более широкое использование площадок для отдыха на природе.

## Транспортное сообщение
В 1864 году в Страумене, «ручье», между Верхним и Нижним Токе был построен канал, чтобы сделать возможной торговлю с более крупными судами и облегчить транспортировку леса на плотах. В том же году началось движение пароходов по озеру.
В XX веке через Нижний Токе посредством парома шёл автомобильный трафик в Гренландию.